# Ladislav Šimůnek
Ladislav Šimůnek (* 4. Oktober 1916 in Österreich-Ungarn, heute Tschechien; † 7. Dezember 1969) war ein tschechoslowakischer Fußballspieler. Er nahm an der Fußball-Weltmeisterschaft 1938 teil.

## Karriere

### Verein
Šimůnek begann im Alter von 14 Jahren bei Meteor Žižkov mit dem Fußballspielen. Nachdem er in den Seniorenbereich aufgerückt war, wechselte er zum Ortsrivalen AFK Union Žižkov. Im weiteren Verlauf seiner Karriere spielte er für Slavia Prag. Mit diesem Klub gewann er 1938 den Mitropapokal. In den Finalspielen gegen Ferencváros Budapest erzielte er jeweils einen Treffer. 1940 gewann er mit Slavia die Meisterschaft im  Protektorat Böhmen und Mähren. Nach einer kurzen Rückkehr zu Union Žižkov war er für SK Pardubice aktiv, wo er 1943 seine Laufbahn als Spieler beendete.

### Nationalmannschaft
Bei seinem Debüt in der tschechoslowakischen Nationalmannschaft am 24. April 1938 erzielte er beim 6:0 im Qualifikationsspiel für die Weltmeisterschaft 1938 gegen Bulgarien drei Tore. Am 15. Mai 1938 bestritt er ein weiteres Länderspiel gegen Irland. Drei Wochen später stand er im tschechoslowakischen Kader für die Fußball-Weltmeisterschaft 1938 in Frankreich. Dort kam er im Vorrundenspiel gegen die Niederlande sowie im ersten Viertelfinalspiel gegen Brasilien zum Einsatz. Danach folgten keine weiteren Berufungen in die Nationalmannschaft.

## Erfolge
- Mitropapokal: 1938
- Meisterschaft Protektorat Böhmen und Mähren: 1940